# Починок-Інелі
Почи́нок-Інелі́ (рос. Починок-Инели, чув. Хырай Ĕнел) — присілок у складі Комсомольського району Чувашії, Росія. Входить до складу Александровського сільського поселення.
Населення — 426 осіб (2010; 440 у 2002).
Національний склад:
- чуваші — 96 %